# Han Qianshao
Qianshao av Han, född år 193 f.Kr., död 184, var en kinesisk monark. Han var kejsare av Handynastin 188–184 f.Kr.